# 5254 Ulysses
För andra betydelser, se Ulysses.
5254 Ulysses eller 1986 VG1 är en trojansk asteroid i Jupiters lagrangepunkt L4. Den upptäcktes 7 november 1986 av den belgiske astronomen Eric W. Elst vid Haute-Provence-observatoriet. Den är uppkallad efter det romerska namnet på Odysseus.
Asteroiden har en diameter på ungefär 76 kilometer.